# Phelliactis americana
Phelliactis americana is een zeeanemonensoort uit de familie Hormathiidae.
Phelliactis americana is voor het eerst wetenschappelijk beschreven door Widersten in 1976.